# El Profeta (obra)
El Profeta (The Prophet) és un llibre de l'autor libanès Khalil Gibran. Consta de 26 assajos en prosa, escrits originalment en anglès. S'ha traduït a més de 40 llengües i és l'obra més coneguda de l'escriptor.

## Argument
El profeta Almustafà ha viscut a la ciutat estrangera d'Orfalese durant 12 anys, esperant l'arribada del vaixell que l'havia de tornar a la seva terra natal. Quan finalment arriba el dia en què el vaixell ve a la ciutat, la gent demana consell al profeta sobre diversos tòpics referents a la vida i la condició humana.
El llibre es divideix en diversos capítols que versen sobre el que el profeta afirma sobre els temes que els seus conciutadans li van plantejant: l'amor, el matrimoni, els fills, el donar, el menjar i el beure, la feina, l'alegria i el dolor, les cases, la roba, el comprar i el vendre, el crim i el càstig, les lleis, la llibertat, la raó i la passió, el dolor, el coneixement, l'ensenyança, l'amistat, la parla, el temps, el bé i el mal, la pregària, el plaer, la bellesa, la religió i la mort.

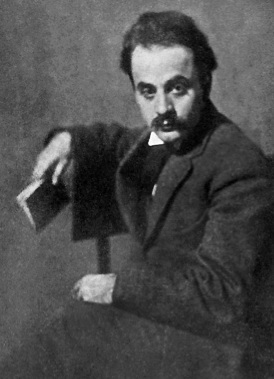
Khalil Gibran l'abril del 1913.

## El Jardí del Profeta
Després d'escriure El Profeta, Khalil Gibran va escriure El Jardí del Profeta, on es narren les converses del profeta Almustafa amb nou dels seus deixebles després del retorn a la seva terra natal, i que fou publicat el 1933 pòstumament.